# Makrokylindrus fragilis
Makrokylindrus fragilis är en kräftdjursart som beskrevs av Stebbing 1912. Makrokylindrus fragilis ingår i släktet Makrokylindrus och familjen Diastylidae. Inga underarter finns listade i Catalogue of Life.